# Mónica Andrea López Hidalgo
Mónica López Hidalgo, nació el 26 de noviembre de 1982 en Puebla, México,  es una científica mexicana, profesora e investigadora de la Escuela Nacional de Estudios Superiores, campus Juriquilla ENES Juriquilla, .

## Estudios
La Dra. López Hidalgo estudió la licenciatura en biomedicina en la Benemérita Universidad Autónoma de Puebla (BUAP) y posteriormente concluyó sus estudios de maestría y doctorado en el Instituto de Neurobiología de la Universidad Nacional Autónoma de México (UNAM) campus Juriquilla. Realizó también una estancia posdoctoral en el Instituto Max Planck de Florida para las Neurociencias.

## Línea de investigación
Su línea de investigación se basa en estudiar la importancia y la relación de los astrocitos en funciones cerebrales como el aprendizaje, la memoria, la atención entre otras funciones cognitivas, Para esto, utiliza análisis histológicos, farmacológicos, análisis de imágenes de calcio en animales en libres movimiento en conjunto con diversas técnicas conductuales. En paralelo, trabaja una línea de investigación que pretende conocer los mecanismos que llevan al deterioro de las funciones cognitivas y motoras asociadas al envejecimiento con el fin de prevenir o disminuir dicho deterioro. 

## Premios
Es una de las ganadoras de las becas para mujeres en la Ciencia L’Oréal-Unesco-Conacyt-AMC 2017 por su investigación en el deterioro de las funciones cognitivas relacionadas con la edad. La Dra. Mónica López Hidalgo ha sido galardonada con varios premios y reconocimientos por su trayectoria académica entre los que destacan la Mención honorífica en la defensa de sustesis de Maestría y Doctorado, la obtención de la Medalla Alfonso Caso por su desempeño en sus estudios de maestría. En 2017 obtuvo la distinción “for Woman in Science” otorgada por la AMC-L’Oreal-CONACYT-UNESCO a las mujeres en la ciencia y recientemente la Mención honorífica en la 37.ª edición del premio Alejandrina 2021 en la Modalidad "Joven Talento en Investigación”.

## Logros
Ha participado en la organización de simposios nacionales e internacionales como el Symposium on Physiology and Pathology of Neuroglia. Actualmente cuenta con 15 publicaciones en revistas indexadas en las que tiene un índice H de 9; ha publicado dos artículos nacionales y sus trabajos han sido citados 561 veces; cuenta con un capítulo de libro, una patente y un desarrollo de hardware y software de acceso libre.

## Programa
Su interés en la formación de los estudiantes y el papel que juegan los profesores en ella, la llevó a crear el programa Neurociencias para todos, el cual tiene como finalidad impulsar a los profesores de Educación Media Superior de escuelas rurales, capacitándolos y otorgándoles labora - torios portátiles gratuitos, que permitan a los estudiantes hacer prácticas escolares de neurociencias. 
Este programa ha sido financiado por tres años por organismos como DGAPA - PAPIME y CONACYTEQ. Durante este tiempo se han capacitado y equipado a 42 profesores de 28 estados de la república los cuales imparten clases cada semestre a más de 5,000 estudiantes de comunidades rurales. Como parte de su labor en la docencia es cofundadora de la Global Network Neuroanatomy (GNN) en conjunto con 23 académicos procedentes de 10 países alrededor del mundo. Esta organización recibe actualmente financiamiento de la American Association for Anatomy para el desarrollo de una plataforma internacional para proveer de recursos y herramientas didácticas para la enseñanza de la neuroanatomía.